# حتی اشتباه هم نیست

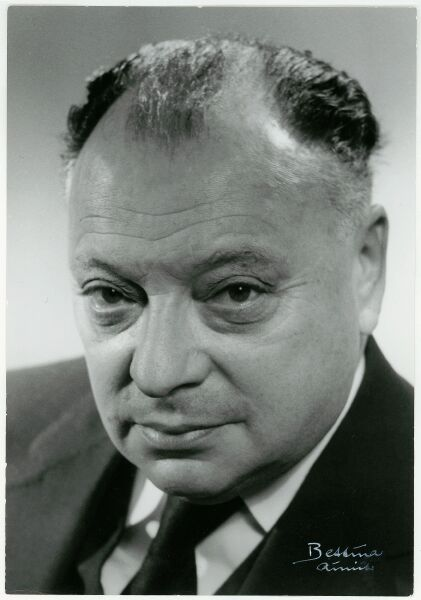
پرتره‌ای از ولفگانگ پاولی

اصطلاح حتی اشتباه هم نیست (به انگلیسی: Not even wrong) در واژگان علمی در توصیف استدلال‌هایی به کار می‌رود که ادعای علمی‌بودن دارند اما اشکالات بنیادینی دارند و درنهایت به مُغالِطِهٔ طلب برهان از مخالفین، یا به ادعایی ابطال‌ناپذیر (ادعایی که نتوان با تجربه آن‌را رد کرد) ختم می‌شوند.
این عبارت علمی به فیزیکدان نظری ولفگانگ پاولی نسبت داده شده، که در اعتراض به تفکرات و استدلال‌های نادرست شهره بود. رودولف پیرلز یک نمونه از چنین موردی را مستند کرده که در آن یکی از دوستان پاولی مقاله‌ای از یک فیزیک‌دان جوان را که نسبت به علمی‌بودن آن تردید داشته، به پاولی نشان می‌دهد و نظر پاولی را دربارهٔ آن جویا می‌شود. پاولی با حالت غم‌گینانه‌ای می‌گوید: «این حتی اشتباه هم نیست.» منظور پاولی از "Das ist nicht nur nicht richtig; es ist nicht einmal falsch" در عبارت حتی اشتباه هم نیست کنایه به بی‌ارزش‌بودن این گونه از استدلال‌های علمی در برابر کم‌ارزشیِ استدلال‌های غلط است). پیرلز در نقل قول دیگری در این مورد از پاولی در پاسخی به لو لانداو می‌نویسد: «سخنی که گفتید آنچنان مبهم و درهم بود که نمی‌توان حتی دربارهٔ اشتباه‌بودنش به نتیجه رسید.»
این عبارت اغلب برای توصیف باورها یا کارهایی گفته می‌شود که به نادرستی به‌عنوان مطالب علمی ارائه داده می‌شوند ولی بر پایهٔ روش‌های علمی بنا نشده‌اند.